# DC Super Hero Girls : Jeux intergalactiques
Pour les articles homonymes, voir DC Super Hero Girls (homonymie).
 (octobre 2018).
Si vous disposez d'ouvrages ou d'articles de référence ou si vous connaissez des sites web de qualité traitant du thème abordé ici, merci de compléter l'article en donnant les références utiles à sa vérifiabilité et en les liant à la section « Notes et références ».
Série DC Super Hero Girls
DC Super Hero Girls : Héroïne de l'année
(2016) DC Super Hero Girls : Les Légendes de l'Atlantide
(2018)
Pour plus de détails, voir Fiche technique et Distribution.
DC Super Hero Girls : Jeux intergalactiques (DC Super Hero Girls: Intergalactic Games) est un film d'animation américain réalisé par Cecilia Aranovich sorti directement en vidéo en 2017.

## Fiche technique
- Titre français : DC Super Hero Girls : Jeux Intergalactique
- Titre original : DC Super Hero Girls: Intergalactic Games
- Réalisation : Cecilia Aranovich
- Production : Jennifer Coyle
- Scénario : Shea Fontana
- Musiques : Shaun Drew
- Édition : Molly Yahr
- Société de production : DC Entertainment, Mattel et Warner Bros Animations
- Société de distribution : Warner Home Video (États-Unis), Warner Bros (France)
- Pays d'origine  :  États-Unis
- Genre : Animation, action
- Langue originale : anglais
- Durée : 77 minutes (soit 1 heure et 17 minutes)
- Date de sortie :
  -  États-Unis  : 9 mai 2017 (Digitale), 23 mai 2017 (DVD)
  -  France  : 7 juin 2017 (DVD)

## Distribution

### Voix originales
- Yvette Nicole Brown : Principale Waller
- Romi Dames : Lena Luthor
- Jessica DiCicco : Star Sapphire et Lashina
- John DiMaggio : Ambassadeur Bek
- Teala Dunn : Bumblebee et Artemiz
- Anais Fairweather : Kara Zor-El / Supergirl
- Nika Futterman : Hawkgirl
- Grey Griffin : Wonder Woman et Platine (Platinium en V.O)
- Julianne Grossman : Hippolyta et Mongal
- Tania Gunadi : Lady Shiva
- Josh Keaton : Flash et Steve Trevor
- Tom Kenny : Sinestro et Lobo
- Phil LaMarr : Doc Magnus
- Misty Lee : Big Barda et Mad Harriet
- Danica McKellar : Frost
- Khary Payton : Cyborg et Lead
- Stephanie Sheh : Katana et Bleez
- April Stewart : Mamie Bonheur et Stompa
- Tara Strong : Harley Quinn et Poison Ivy
- Fred Tatasciore : Brainiac et Kryptomites
- Anna Vocino : Oracle
- Hynden Walch : Starfire et Blackfire
- Mae Whitman : Barbara Gordon / Batgirl et Speed Queen
- Alexis G. Zall : Lois Lane

### Voix françaises
- Barbara Beretta : Wonder Woman et Poison Ivy
- Virginie Ledieu : Supergirl et Hippolyta
- Karine Foviau : Batgirl et Harley Quinn
- Camille Donda : Bumblebee et Starfire
- Annie Milon : Principale Amanda Waller et Stompa
- Chantal Baroin : Big Barda et Platine
- Paul Borne : Sinestro et Doc Magnus
- Laurent Morteau : Beast Boy et Ambassadeur Bek
- Marion Game : Mamie Bonheur

Adaptation des dialogues : Anthony Panetto ; Direction artistique : Virginie Ledieu ; Studio : Deluxe Media Paris